# Batalha de Âncio (484 a.C.)
A Batalha de Âncio foi travada em 484 a.C. entre o exército romano, liderado por Lúcio Emílio Mamercino, e o dos volscos. O resultado foi uma pesada derrota dos romanos, que tiveram que fugir e se refugiaram em Longula, onde travariam uma nova batalha.

## Contexto
Os volscos, já em guerra contra os romanos, apesar de terem sido derrotados no ano anterior pelo cônsul Quinto Fábio Vibulano, tentaram se aproveitar dos distúrbios internos em Roma, devidos sobretudo à eleição ao consulado de Cesão Fábio Vibulano, acusador e executor de Espúrio Cássio Vecelino, retomando as hostilidades contra Roma invadindo o território dos latinos e dos hérnicos, aliados de Roma, e preparando outro exército para defender seu próprio território.

## Batalha
Os dois exércitos acamparam à vista um do outro, ambos em elevações à frente da cidade de Âncio, a capital dos volscos. As forças romanas eram lideradas pelo cônsul Lúcio Emílio Mamercino enquanto seu colega, Cesão Fábio Vibulano, conduzia um outro exército numa invasão ao território volsco.
Depois de alguns dias de estudo mútuo, a batalha foi travada no campo entre os dois acampamentos. Depois de atirarem suas lanças, dardos e flechas, as duas infantarias iniciaram o combate. Os volscos, fortalecidos pelos ensinamentos de Coriolano, depois de aguentarem o grosso do ataque da infantaria, começaram a recuar lentamento em direção ao seu próprio acampamento.
Os romanos inicialmente seguiram os volscos em boa ordem, mas quando viram que as reservas inimigas corriam para entrar no acampamento e acreditando que os volscos estavam prestes a debandar, se lançaram a uma ataque desordenado e ao saque dos que já haviam caído, mesmo a batalha ainda estando em curso.
Os volscos, juntos perto do próprio acampamento, passaram a combater com grande vigor os romanos que se aproximavam, ajudados desta vez pelos muitos reforços que vinham do acampamento e também pela posição elevada em que estavam.
Num curto espaço de tempo, o que parecia uma vitória certa se transformou numa derrota, com os romanos sendo perseguidos e assassinados no campo de batalha e obrigados e se refugiar em seu acampamento, ajudados pela chegada repentina de uma tempestade, que fez os volscos desistirem de atacar o acampamento romano.

## Consequências
Com o cair da noite, os romanos abandonaram o acampamento e a batalha, retirando-se para Longula, onde montaram um novo acampamento. Os volscos, vitoriosos, decidiram perseguir os romanos e chegaram de pois de alguns dias confiantes de que poderiam infligir-lhes uma nova derrota.